# Carlhåkan Larsén

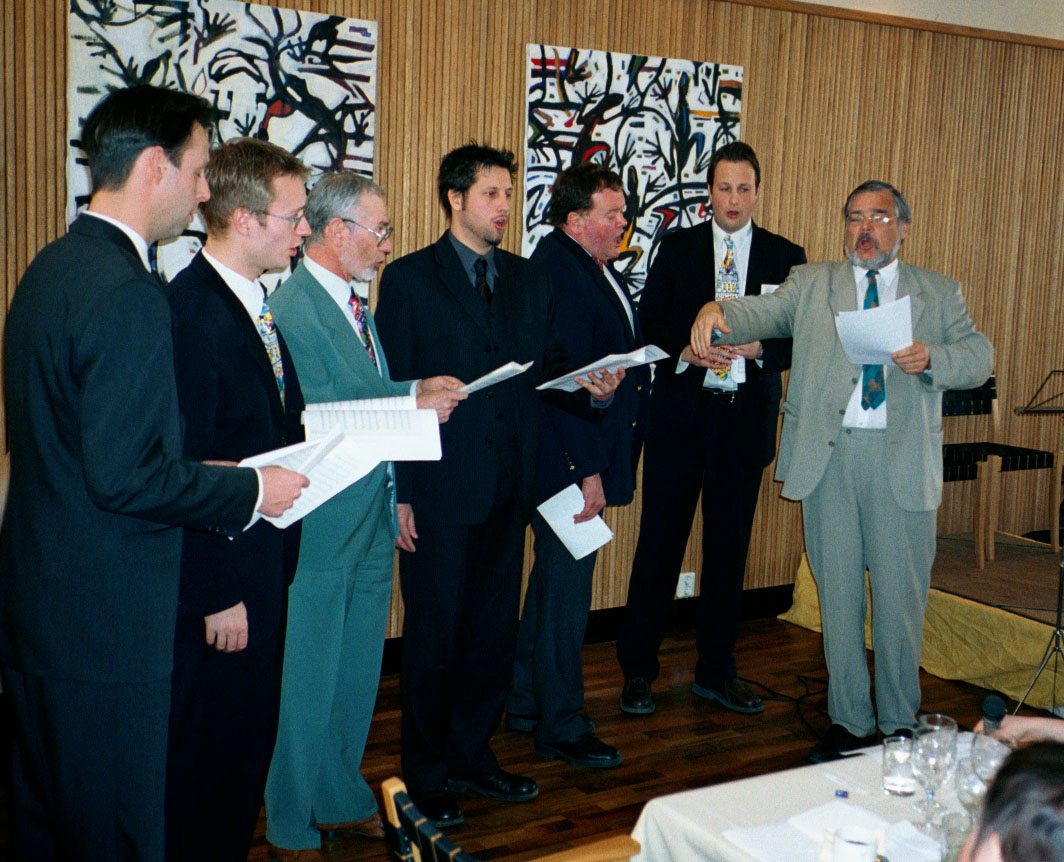
Carlhåkan Larsén (längst till höger) leder en grupp studentsångare vid ett framträdande inför Fakirensällskapet 2002.

Carlhåkan Christian Larsén, född den 26 februari 1938 i Rävlanda i Björketorps socken, är en svensk kulturjournalist (primärt musik- och teaterkritiker) och författare.

## Verksamhet
Larsén växte upp i Växjö, men är sedan länge bosatt i Lund. Efter humanistiska studier som ledde till en filosofisk ämbetsexamen vid Lunds universitet arbetade han en kortare period som lärare innan han 1971 kom till Sydsvenska Dagbladet. Där verkade han till sin pensionering, men har även därefter fortsatt att skriva där. Utöver dagstidningsjournalistik har Larsén publicerat biografier över tonsättarna Sten Broman och Lars-Erik Larsson samt över författaren Axel Wallengren. Han har vidare medverkat i bland annat Opus, Populär Historia och Nationalencyklopedin samt översatt utländska verk om musik. 
Larsén har vidare i många år varit engagerad i Lunds Studentsångförening, bland annat som dess ordförande. Han var också mellan 2004 och 2014 ordförande i det litterära Fakirensällskapet. På det mer studentikosa området har Larsén, inom ramen för verksamheten knuten till Akademiska Föreningens Nasotek, blivit "nasologie doktor" på avhandlingen Med näsan i noten (2004). Hans näsa finns även avgjuten som nummer 78 i Nasoteket.
Carlhåkan Larsén är gift med Lena Larsén, programchef vid Kulturen i Lund, dotter till kyrkoherde Bertil Bexell och syster till professor Göran Bexell.

## Ledamotskap och priser
- 2002 – Ledamot av Vetenskapssocieteten i Lund (LVSL)
- 2004 – Musikaliska Akademiens Ingmar Bengtsson-pris för "forskningsinsatser inom svensk musikhistoria"